# Brás Mouzinho de Albuquerque
Brás Mouzinho de Albuquerque GCC • CvA • OA • GOA • GCA • MPCE • MOCE (Lisboa, Sacramento, 30 de Março de 1859 - Lisboa, Santa Maria de Belém, 16 de Janeiro de 1922) foi um militar e político português.

## Família
Era filho bastardo primogénito de Fernando Luís Mouzinho de Albuquerque e de Mafalda Augusta Barbosa de Miranda de Seabra Jacques.

## Biografia
Frequentou e tirou o Curso da Escola do Exército, na Arma de Cavalaria, tendo assentado Praça a 28 de Julho de 1875, sendo promovido a Alferes a 8 de Janeiro de 1879, a Tenente a 16 de Fevereiro de 1887, a Capitão a 12 de Outubro de 1894, a Major a 10 de Maio de 1907, a Tenente-Coronel em data desconhecida de 1910 e a Coronel em data desconhecida de 1912. No desempenho de funções castrenses, foi Professor da Escola de Sargentos de Cavalaria em Vila Viçosa, entre 1880 e 1884, e escreveu umas Lições de Topografia Militar, ed. Lisboa, publicadas em 1890, Comandante da Guarda Nacional Republicana no Porto em 1916 (tinha entrado dois anos antes para este Corpo Militar, em 1914), ascendeu a General do Exército em data desconhecida de 1917, foi Comandante da 4.ª e 5.ª Divisões Militares em 1917 e de 1919 a 1921, respectivamente. A sua acção política, como independente, levou-o a Governador Civil do Distrito do Porto de 25 de Agosto a 18 de Dezembro de 1914 e a Ministro do Interior entre 29 de Maio de 1916, tomando posse a 4 de Julho, e 25 de Abril de 1917, etc, e foi Membro da Academia Real das Ciências de Lisboa.
Possuía a Medalha de Prata de Comportamento Exemplar, a Medalha de Ouro de Comportamento Exemplar e a Medalha de Prata da Cruz Vermelha de Espanha, e era Comendador da Ordem da Coroa da Itália, Cavaleiro da Ordem de Avis por serviços distintos como Capitão do Estado-Maior de Cavalaria a 28 de Setembro de 1900 (Ordem do Exército, 1900, 2.ª Série, n.º 22, p. 329), elevado a Oficial da Ordem de Avis como Major do Regimento de Cavalaria N.º 1, Lanceiro de Vítor Manuel III da Itália, a 1 de Julho de 1907 (Ordem do Exército, 1907, 2.ª Série, n.º 15, p. 260), não tendo sido elevado a Comendador da mesma Ordem em virtude de as Ordens Honoríficas Portuguesas terem sido extintas entre 1910 e 1918, elevado a Grande-Oficial da Ordem de Avis a 15 de Fevereiro de 1919, Grã-Cruz da Ordem de Cristo a 28 de Junho de 1919 e elevado a Grã-Cruz da Ordem de Avis a 31 de Dezembro de 1920, etc.

## Casamentos e descendência
Casou primeira vez em Torres Novas, Santa Maria, a 29 de Janeiro de 1880 com Maria Hedwiges Pessoa de Amorim (Torres Novas, Santa Maria, 21 de Outubro de 1858 - Lisboa, 8 de Novembro de 1936), filha de Gregório Tavares Pessoa de Amorim e de sua mulher Maria Luísa da Piedade da Fonseca, da família do 1.º Barão da Vargem da Ordem e 1.º Visconde da Vargem da Ordem, casamento declarado nulo, sem geração.
Casou segunda vez em Elvas, Salvador, a 7 de Agosto de 1897 com Feliciana Amélia de Noronha Nogueira de Sá (Elvas, São Pedro, 14 de Janeiro de 1879 - Oeiras, Carnaxide, 4 de Maio de 1927), filha de João Augusto Nogueira de Sá e de sua mulher Emília Cândida de Noronha, de quem teve uma única filha:
- Maria do Céu Mouzinho de Albuquerque (26 de Junho de 1898 -?), casada com o Dr. Manuel Duarte, com geração:
  - José Manuel Cipriano Mouzinho de Albuquerque Duarte
  - Maria Manuel Mouzinho de Albuquerque Duarte Miguel
  - Maria Margarida Emilia Mouzinho de Albuquerque Duarte Pinto Bessa